# دانشنامه فرهنگی استان هرمزگان
دانشنامه فرهنگی استان هرمزگان یک پروژهٔ گروهی است که به بررسی تاریخ و تمدن پیشینیان، فرهنگ عامه، آیین ها، باورها و ادبیات هرمزگان می‌پردازد و جنبه‌های مختلف تاریخ و فرهنگ این حوزهٔ تمدنی را پوشش می‌دهد.
مسئول و حامی مالی اصلی این پروژه حوزه هنری سازمان تبلیغات اسلامی استان هرمزگان است و انتشار مجلدات آن تاکنون (به جز جلد اول) توسط نشر امینان در شهر تهران انجام شده‌است. جلد اول این مجموعه توسط نشر همسایه در تهران منتشر شده‌است. تمامی مدخل‌های این دانشنامه به زبان فارسی منتشر می‌شوند. تاکنون یک مجموعه کتاب شش جلدی با این عنوان منتشر شده و مجلدات دیگر آن نیز در دست تهیه است.

## فهرست مجلدات
| شماره مجلد | عنوان مدخل                        | پدیدآورنده                                            | مکان چاپ | انتشارات | سال انتشار |
| ---------- | --------------------------------- | ----------------------------------------------------- | -------- | -------- | ---------- |
| ۱          | واژگان بومی هرمزگان               | عباس سایه‌بانی (به اهتمام ماندانا سایه‌بانی)            | تهران    | همسایه   | ۱۳۹۲       |
| ۲          | قصه‌های بومی مردم هرمزگان ۱        | (بازنویسی: مژده عباسی، پروانده ماندگاری و مجید ذاکری) | تهران    | امینان   | ۱۳۹۳       |
| ۳          | قصه‌های بومی مردم هرمزگان ۲        | (بازنویسی: مژده عباسی، پروانده ماندگاری و مجید ذاکری) | تهران    | امینان   | ۱۳۹۳       |
| ۴          | سنت‌ها و آداب و رسوم مردم بندرعباس | صدیقه خدادادزاده                                      | تهران    | امینان   | ۱۳۹۳       |
| ۵          | پرتغالی‌ها در هرمزگان              | مینا رئیسی                                            | تهران    | امینان   | ۱۳۹۳       |
| ۶          | نقش در معماری هرمزگان             | فاطمه بهرام‌نژاد                                       | تهران    | امینان   | ۱۳۹۳       |